# Ругон-Маккари
Загальна назва «Ругон-Маккари»  об’єднує цикл із двадцяти романів, написаних французьким письменником Емілем Золя впродовж 1871—1893 років. Підзаголовок — «Природна і соціальна історія однієї родини за часів Другої імперії» — підкреслює амбіцію автора створити масштабну художньо-документальну епопею, у якій за допомогою натуралістичного методу було б відтворено вплив спадковості та соціальних умов на життя кількох поколінь однієї родини, а також показано ключові суспільні процеси Франції другої половини XIX століття.
Цикл вважається вершиною французького літературного натуралізму, адже автор комбінує об’єктивне документальне зображення суспільства з художнім темпераментом, надаючи великого значення біологічно успадкованим властивостям і впливу середовища. Кожен роман циклу є самостійним твором, проте всі разом вони складають цілісну «роман-епопею» (роман-ріку) з широкою панорамою життя Франції 1850—1870-х років.

## Задум циклу та тематика
Еміль Золя задумав «Ругон-Маккарів» як «природну і соціальну історію» родини, що розгалужується на дві гілки — законних Ругонів та позашлюбних Маккарів — аби простежити взаємодію спадкових ознак із суспільними обставинами. На сторінках романів письменник детально змальовує різні прошарки французького суспільства часів Другої імперії: від низів — життя паризьких нетрів, робітничих кварталів і селянства — до вищих щаблів — світу фінансистів, політиків і аристократії. Золя викриває пороки й механізми цілої епохи: засуджує режим Наполеона III та злочинний шлях здобуття влади авантюристами (романи «Кар’єра Ругонів» і «Його Вельможність Ежен Ругон»), показує корупцію та фінансові спекуляції буржуазії, руйнівний вплив грошей на людські долі («Здобич», «Гроші»), змальовує духовну деградацію вищих класів (наприклад, падіння моралі можновладців у романі «Нана» та лицемірство духівництва у «Завоюванні Плассана»). Водночас значне місце відведено показові життя простих трударів та соціальних контрастів епохи. Золя правдиво й без прикрас описує злиденне побутування парижських бідняків та робітників — зокрема у романі «Пастка» про знедолені верстви міського дна.  Кульмінацією соціальної проблематики циклу став роман «Жерміналь» (1885), присвячений страйку шахтарів; це перший у французькій літературі ХІХ ст. твір про відкритий конфлікт праці й капіталу та повстання найманих робітників. Іван Франко образно назвав «Жерміналь» «окрасою всієї белетристики XIX віку» — одним з наймогутніших творів новітньої літератури. Сам Золя у вступі до цього роману зазначав, що прагне порушити в ньому питання, яке стане визначальним у XX столітті — боротьбу праці і капіталу.

## Переклади та видання українською
В українській культурі творчість Золя, і зокрема цикл «Ругон-Маккари», почала проникати наприкінці 19 століття. Перші україномовні переклади його творів з’явилися в 1870-х роках, і піонером у цій справі став Іван Франко. Саме Франко одним із перших розпізнав значення Золя для світової літератури і популяризував його в Галичині: вже 1876 року у львівському альманасі «Дністрянка» був опублікований переклад новели Золя «Повінь» (L’Inondation). 1879 року побачила світ українською мовою повість «Довбня» — переклад роману «Пастка» (L’Assommoir) про трагедію працьовитої прачки, що спивається в нетрях Парижа. Цей переклад здійснила Ольга Рошкевич, а вступне слово до видання написав Іван Франко. У 1880-х роках виходили й інші переклади: зусиллями Франка та його соратників український читач отримав низку оповідань і повістей Золя — зокрема «Напад на млин» (1885), «Безробіття», «Свято в Коквілі» та інші твори натуралістичного спрямування. 1889 року у Львові було видано роман «Мрія» (Le Rêve) — одну з частин циклу, присвячену ідеалізованій історії сироти у провінційному містечку. Таким чином, ще задовго до масового перекладу європейської класики українською, найважливіші новели й окремі романи Золя стали доступними українському читачеві в Галичині.
Водночас у підросійській Україні наприкінці ХІХ ст. твори Золя читали переважно в російських чи польських перекладах — рідше в оригіналі — адже український друк там був обмежений цензурою. Лише на початку XX століття ситуація почала змінюватися. 1905 року у Львові вийшов перший український переклад одного з найзнаменитіших романів циклу — «Жерміналь», виконаний Олександром Пашкевичем. Появу цього видання Іван Франко привітав як значне досягнення, відзначивши, що нарешті українська публіка отримала роман, який уже давно слід було перекласти. Раніше переклад «Жерміналу» не міг з’явитися через панування консервативних естетичних смаків — за висловом Франка, існували упередження, мовляв «про перекладання цього гіганта не було що й думати». Успіх перекладу Пашкевича засвідчили позитивні рецензії: газета «Діло» писала, що українською мовою повість набула «особливого і живого колориту». Хоча пізніше сам Франко зауважив певні стилістичні недоліки цієї праці (занадто прозаїчний стиль, спрощення образних місць та труднощі з перекладом технічної термінології доби), проте загалом вихід «Жерміналу» українською став поворотним пунктом: українська література збагатилася визначним твором, що дав читачам «хвилі правдивого естетичного і глибоко гуманного зворушення».
До революції 1917 року в Україні (включно з Галичиною) встигло побачити світ понад десять книжок Золя українською мовою. Серед них — уже згадані «Жерміналь» (1905) та «Мрія» (1889), а також інші романи з циклу: «Щастя Ругонів» (під такою назвою був відомий роман «Кар’єра Ругонів»), «Черево Парижа», «Радість життя», «Доктор Паскаль», частково «Нана» та інші. Активну участь у перекладах брали відомі українські літератори і науковці: окрім Івана Франка та Ольги Рошкевич, твори Золя різного часу перекладали Михайлина Грушевська, Костянтин Рубінський, Андрій Волкович, Марко Черемшина, Леонід Пахаревський (у співавторстві з Володимиром Пахаревським), Ніна Романович-Ткаченко та інші. Високий інтерес до французького письменника серед української інтеліґенції підтверджує й символічний жест після його смерті: у вересні 1902 року І. Франко та М. Павлик надіслали телеграму співчуття вдові Золя, яку підписали також Михайло Грушевський, Наталія Кобринська, Володиимир Гнатюк, Ольга Кобилянська, Василь Стефаник та інші, назвавши покійного «найліпшим французом». Це свідчило про глибоку пошану українських митців до його творчості.
У 1920-і роки, вже за радянської влади, перекладацька справа набула нового розмаху. В 1927—1930 роках у Харкові й Києві здійснено перше зібрання творів Еміля Золя українською мовою у 18 томах. До цього видання ввійшли і більшість найважливіших романів циклу «Ругон-Маккари» — зокрема «Прорість» (таку назву отримав роман «Жерміналь» у перекладі Вероніки Черняхівської, виданий 1929 року), а також «Нана», «Накип» (переклад назви роману Pot-Bouille), «Дамське щастя» (Au Bonheur des Dames), «Людина-звір» (La Bête Humaine) та інші. Поява цих книжок супроводжувалася численними фаховими відгуками і рецензіями. Літературознавець Сергій Родзевич високо оцінив переклад того ж «Жерміналу-Прорості» Черняхівської, відзначивши, що український перекладач зумів передати «героїчну патетику» і потужний ритм цього «симфонічного» твору. Паралельно з повними виданнями з’являлися і скорочені чи адаптовані переклади: так, 1927 року видавництво «Книгоспілка» (Київ) випустило популярний перероблений переклад «Жерміналу» під назвою «Шахтарі» (перекладач — О. Левицький), призначений для масового читача, зі вступною статтею В. Іванушкіна, де роман Золя подавався як «дуже цінний документ для розуміння і критики капіталістичного суспільства». У 1930 р. окремим виданням для малописьменних був надрукований перший розділ роману під назвою «В темну ніч», спрощений мовно і рекомендований Науково-методичною комісією для робітничих бібліотек. Ці факти свідчать, що у міжвоєнний період твори Золя набули в Україні неабиякої популярності й ідеологічного значення: їх розглядали як соціально значущі тексти, зрозумілі широким народним масам.
Попри значний доробок перекладів, повністю цикл «Ругон-Маккари» українською мовою протягом XX століття так і не був виданий у завершеному вигляді. В радянський час окремі романи перевидавалися у 1950—60-х роках (зокрема, «Кар’єра Ругонів», «Завоювання Плассана», «Здобич», «Черево Парижа» вийшли друком у Києві 1959—1960 рр., а «Щастя Ругонів» — 1969 р.). У 1988 році було здійснено двотомне видання вибраних творів Золя українською (до якого увійшли й романи з циклу). Проте деякі частини епопеї залишалися недоступними українському читачеві або існували лише у давніх міжвоєнних перекладах. Вже у наші дні спостерігається відновлення інтересу до перекладання Золя. Зокрема, сучасна перекладачка Тетяна Жарко поставила собі за мету заповнити прогалини і завершити українізацію найважливіших романів письменника. У 2020-х роках вона підготувала до друку серію з шести томів перекладів Золя, що включає п’ять його романів з циклу (серед них нові переклади «Пастки» під назвою «Шинок», «Нани», «Накипу» як «Кухня», «Дамського щастя» та «Його Вельможності Ежена Ругона»), а також вибрані новели. Частину з цих перекладів уже опубліковано в журналі «Всесвіт» (наприклад, «Шинок», 2021). Як зазначає Жарко, реалізація цього проєкту дозволить нарешті сказати, що головні шедеври натуралістичного роману отримали повноцінне українське прочитання.

## Рецепція та критика в Україні
Творчість Еміля Золя від самого початку викликала жвавий інтерес і дискусії в українських літературних колах. Іван Франко, знайомлячи галицьку публіку з новими творами Золя, не тільки перекладав, а й активно аналізував їх у статтях та рецензіях. Вже 1879 року, пишучи передмову «Еміль Золя і його твори» до українського видання роману «Пастка» («Довбня»), Франко намагався пояснити читачам новаторство натуралістичного методу Золя та його критичну вправність. Пізніше, у 1898 році, Франко опублікував ґрунтовну статтю «Еміль Золя, його життя і писання», де узагальнив свої оцінки доробку французького автора. Він високо ставив творчість Золя, відзначаючи її правдивість і соціальну пристрасть. Зокрема, Франко захоплювався майстерністю, з якою Золя «списав з таким майстерством і правдою, як ніхто перед ним» сцени народного життя і боротьби. Особливо підкреслював український критик гуманістичний пафос творів Золя — його щире співчуття до «робучого люду» та обурення суспільною несправедливістю. Така оцінка була важливою для легітимації натуралізму в очах українського читача: авторитет Франка допоміг подолати скепсис старших поколінь, які дорікали Золя за «неестетичність» і «брудні подробиці» його романів.
У той же час Франко не ідеалізував француза беззастережно — він бачив і вади. У рецензіях на українські переклади Франко звертав увагу на труднощі відтворення стилю Золя, насиченого технічними термінами та грубою лексикою. Наприклад, він зазначав, що переклад «Жерміналу» 1905 р. надміру прямолінійний і прозаїчний, через що не передає повною мірою лаконічної виразності та мелодійності Золівської прози. Втім, такі зауваги лише підкреслювали вимогливість Франка як критика; загалом же він стояв на позиції популяризації Золя. Франко вважав, що знайомство з європейським натуралізмом має сприятливо вплинути на розвиток української літератури, привнести в неї більше правдивості й соціальної гостроти. У полеміці з консервативними естетами він обстоював право художника показувати навіть непривабливі сторони дійсності, як це робив Золя, в ім’я очищення суспільства.
Окрім Франка, на початку XX ст. інші українські критики та письменники також жваво обговорювали творчість Золя. Леся Українка, хоча прямо не писала про Золю, безсумнівно була обізнана з його романами і загалом із французьким натуралізмом; відгуки про цей напрям простежуються в її есеїстиці при порівнянні європейських тенденцій. Михайло Коцюбинський і Ольга Кобилянська читали Золя в польських або німецьких перекладах; Кобилянська навіть підписала телеграму вдові Золя — ознака поваги до нього.  У творчості самих українських письменників межі XIX—XX ст. можна помітити певний відгук натуралістичних мотивів: напрочуд правдиві психологічні й соціально загострені картини в прозі Василя Стефаника, Ольги Кобилянської чи Панаса Мирного виявляють спорідненість із натуралістичною естетикою (хоча кожен з них розвивав її по-своєму). Примітно, що роман Кобилянської «Земля» (1902), який показує трагічний конфлікт у селянському житті, часто порівнюють із однойменним романом «Земля» (La Terre, 1887) Еміля Золя за спільність теми і натуралістичну манеру зображення селянської жорстокості та влади землі над селянином. Сучасні літературознавці присвятили спеціальні порівняльні дослідження типологічним паралелям між цими творами.
У радянський період рецепція Золя в Україні мала свої особливості. З одного боку, офіційна критика схвалювала його твори за викривальну спрямованість проти «гнилого капіталізму». Романи «Жерміналь», «Пастка», «Нана» та інші згадувалися як класика критичного реалізму, а образність Золя слугувала еталоном для письменників-пролетарських. Передмови до українських видань 1920—1930-х років (наприклад, вступна стаття В. Іванушкіна до «Шахтарів» 1927 р.) наполягали, що кожному робітникові й селянинові корисно прочитати Золя для розуміння суспільних процесів. З іншого боку, творчість Золя не вписувалася повністю в канони соціалістичного реалізму через свою песимістичну тональність та відсутність «програмового оптимізму». Тому після короткого сплеску інтересу в 1920-ті деякі його романи менше перевидавали у повоєнні десятиліття. Проте науковий інтерес до спадщини Золя не зник. Українські літературознавці продовжували досліджувати його стиль, тематику та зв’язки з українською літературою.
Вже в 1929 році Василь Клименко опублікував статтю про теорію «експериментального роману» Золя та його метод творчості. У передмові до 18-томного зібрання творів (1929) літературознавець Василь Державін розкрив значення Золя для українського читача доби колективізації та індустріалізації. 1930 року Людмила Рублевська надрукувала статтю «Франко та Золя», де проаналізувала вплив і оцінки Золя у працях Івана Франка. Наступного, 1931 року Петро Христюк уклав збірник «Іван Франко про Е. Золя», де систематизував висловлювання Франка про натуралізм і стиль Золя. Ці праці засвідчили глибоке зацікавлення взаємозв’язками української і французької літератур. Згодом тематика продовжила розроблятися: у 1960-і вийшли праці про Франка і зарубіжні літератури, де окремо розглядалося місце Золя. У 1971 році Теодозія Якимович видала монографію «Молодий Золя: Естетика і творчість», здійснивши аналіз еволюції поглядів Золя (видана у Києві російською мовою). У діаспорі з’явилося дослідження Богдана Глинського «Ivan Franko et Émile Zola. Une étude des relations littéraires» (Гамбург, 1979), присвячене літературним зв’язкам Франка і Золя. Одним з найґрунтовніших підсумків стала праця Володимира Матвіїшина «Е. Золя в перекладах і критиці на Україні» (у книзі «Українсько-французькі літературні зв’язки XIX — початку XX ст.», Львів, 1989), де систематизовано історію перекладання Золя українською та проаналізовано рецепцію його творчості в українській критиці.

## Ставлення до Наполеона III
Еміль Золя у своєму циклі «Ругон‑Маккари» подає вкрай критичний портрет епохи Другого імперіалізму та її символа — імператора Наполеона III. Він демонструє механізми політичної корупції, свавілля та соціального зубожіння, породжені режимом. Наприклад, у романі «Son Excellence Eugène Rougon» Золя з гіркотою описує «закулісся влади» імперії: інтриги, клієнтелізм, службу владі й переслідування опозиції за наказом імператора та його оточення. У завершальному романі циклу, «La Débâcle», імператор постає як символ занепаду: Золя змальовує військову поразку Франції при Седані як наслідок капіталістично-авторитарного режиму, що втратив здатність керувати й приймати рішення в критичний момент. Його персональний образ передано через метафору «хворого, нездатного на швидкі рішення», який лише коштує тягарем для нації. 
Золя, за спостереженням Кіт І Вонґ (2018), цілеспрямовано розкриває аморальну сутність режиму Наполеона III, у якому корупція постає як «матеріальне зло, що походить із самого політичного тіла імператора». Як узагальнює навчальний посібник університету IAU, значна частина творчого задуму Золя була спрямована на «підрив перебільшеного міфу слави імператора Наполеона III» шляхом створення правдивого, неприкрашеного образу життя за часів Другої імперії. У цьому сенсі романи циклу «Ругон-Маккари» постають як інструмент деміфологізації імперії, що показує її жорстокість і безжальність крізь призму структурних пороків суспільства.

## Романи
У «Вступі» свого останнього роману («Доктор Паскаль») Золя дав рекомендований порядок читання, хоча в ньому немає великої необхідності, оскільки сюжет кожного роману розвивається незалежно від інших.
| Послідовність видання 1. «Кар'єра Ругонів» (1871) 2. «Здобич» (1871—1872) 3. «Черево Парижа» (1873) 4. «Завоювання Плассана» (1874) 5. «Провина абата Муре» (1875) 6. «Його ясновельможність Ежен Ругон» (1876) 7. «Пастка» (1877) 8. «Сторінка любові» (1878) 9. «Нана» (1880) 10. «Накип» (1882) 11. «Дамське щастя» (1883) 12. «Радість життя» (1884) 13. «Жерміналь» (1885) 14. «Творчість» (1886) 15. «Земля» (1887) 16. «Мрія» (1888) 17. «Людина-звір» (1890) 18. «Гроші» (1891) 19. «Розгром» (1892) 20. «Доктор Паскаль» (1893) | Рекомендований порядок читання 1. «Кар'єра Ругонів» (1871) 2. «Його ясновельможність Ежен Ругон» (1876) 3. «Здобич» (1871—1872) 4. «Гроші» (1891) 5. «Мрія» (1888) 6. «Завоювання Плассана» (1874) 7. «Накип» (1882) 8. «Дамське щастя» (1883) 9. «Провина абата Муре» (1875) 10. «Сторінка любові» (1878) 11. «Черево Парижа» (1873) 12. «Радість життя» (1884) 13. «Пастка» (1877) 14. «Творчість» (1886) 15. «Людина-звір» (1890) 16. «Жерміналь» (1885) 17. «Нана» (1880) 18. «Земля» (1887) 19. «Розгром» (1892) 20. «Доктор Паскаль» (1893) |

## Генеалогія персонажів
```

                                      ┌─ Ежен Ругон         ┌─ Максим Саккар ──── Шарль Саккар
                                      │     1811–?          │     1840–1873        1857–1873
                                      │                     │
                                      ├─ Паскаль Ругон --------├─ Клотільда Саккар ── син
                                      │     1813–1873       │     1847–?              1874–?
                                      │                     │
                 ┌─ П'єр Ругон    ────┼─ Аристид Саккар  ───┴─ Віктор Саккар
                 │    1787–1870       │     1815–?                1853–?
                 │                    │
                 │                    ├─ Сідонія Туше   ────── Анжеліка-Марі
                 │                    │     1818–?                1851–1869
                 │                    │
                 │                    └─ Марта Муре    ───┐ ┌─ Октав Муре ────── син та донька
                 │                         1819–1864      │ │     1840–?
                 │                                        │ │
                 │                                        ├─┼─ Серж Муре
                 │                                        │ │     1841–?
                 │                                        │ │
                 │                    ┌─ Франсуа Муре    ─┘ └─ Дезіре Муре
                 │                    │     1817–1864            1844–?
                 │                    │
Аделаїда Фук    ─┼─ Урсула Маккар   ──┼─ Елен Рамбо  ────── Жанна Гранжан
1768–1873        │  1791–1839         │      1824–?             1842–1855
                 │                    │
                 │                    └─ Сільвер Муре
                 │                          1834–1851
                 │
                 │                    ┌─ Ліза Кеню ─────── Поліна Кеню 
                 │                    │   1827–1863             1852–?
                 │                    │
                 │                    │                     ┌─ Клод Лантье ─────── Жак-Луї Лантье
                 │                    │                     │    1842–1876              1864–1876
                 │                    │                     │
                 └─ Антуан Маккар    ─┼─ Жервеза Купо ──────┼─ Жак Лантье
                        1789–1873     │     1829–1869       │   1844–1870
                                      │                     │
                                      │                     ├─ Етьєн Лантье ────────── донька
                                      │                     │        1846–?
                                      │                     │
                                      │                     └─ Анна Купо ─── Луї Купо
                                      │                        1852–1870     1867–1870
                                      │
                                      └─ Жан Маккар ─────── двоє дітей
                                             1831–?

```